# Mamá se fue de viaje
Mamá se fue de viaje (bra: Mamãe Saiu de Férias) é uma comédia cinematográfica argentina lançada em 6 de julho de 2017, dirigida por Ariel Winograd. É estrelada por Diego Peretti e Carla Peterson.

## Elenco
- Diego Peretti como Víctor Garbo, gerente de uma rede de lojas de departamentos e pai de família.
- Carla Peterson como Vera Garbo, uma dona de casa que cuida dos mil e um detalhes da dinâmica do dia a dia.
- Martín Lacour como Bruno Garbo, o filho adolescente.
- Agustina Cabo como Lara Garbo, a filha.
- Julián Baz como Tato Garbo, o filho mais novo.
- Lorenzo Winograd como Lolo Garbo, o bebê.
- Pilar Gamboa como Julia.
- Guillermo Arengo como Pol.
- Martín Piroyansky como Di Caprio.
- Maruja Bustamante como Pachano.
- Muriel Santa Ana como Elena.
- Mario Alarcón como Grinberg.
- Miriam Odorico como Lidia.
- Sandra Villani como Suni.
- Laura Laprida como Esposa de Di Caprio.
- Lali Espósito como modelo de revista.

## Trailer
No dia 11 de maio, foi lançada uma segunda prévia ou trailer do filme confirmando que a data de lançamento na Argentina seria 6 de julho de 2017, segundo informa a produtora Patagonik.

## Recepção

### Comercial
O filme foi lançado momentos antes do início das férias de inverno (período de grande relevância na bilheteria argentina). No entanto, e com 204 cinemas habilitados em todo o país, Mamá se fue de viaje teve uma estreia excelente, com mais de 20 mil ingressos vendidos em seu primeiro dia. Já na primeira semana em cartaz, foi visto por mais de 200 mil pessoas, segundo dados da Ultracine, o que o torna automaticamente um dos sucessos nacionais do ano. Pela segunda semana, a chamada aumentou mais de 25%, para 300 mil espectadores, devido ao recesso escolar que aumentou o número de idas para os cinemas de todo o país. Além disso, o número de quartos também aumentou para 212. Pela terceira semana em cartaz, o filme voltou a aumentar sua audiência de forma que surpreendeu toda a indústria pela boa manutenção do outdoor, com aproximadamente outros 305 mil espectadores e quase encerrando as férias de inverno.
Segundo a imprensa especializada, a performance do filme é um acontecimento completamente inesperado, sobretudo se for considerada a performance das outras obras do realizador, com uma média que oscila em torno de 300 mil espectadores por filme. Até o momento, a turnê comercial teve 1 702 904 espectadores, o que coloca o filme como o mais visto do ano, superando Nieve negra, o hit do verão que atraiu pouco mais de 700 mil espectadores.

### Mídia doméstica
A editora Transeuropa lançou o filme em DVD no dia 15 de dezembro de 2017, contando como extras com making of e bastidores. Foi o quarto filme mais vendido nas lojas Yenny/El Ateneo em janeiro de 2018, e o quinto em fevereiro do mesmo ano; e o terceiro mais vendido no Musimundo em fevereiro e março de 2018, o quinto mais vendido em abril do mesmo ano, e o décimo mais vendido em maio.

## Lançamento
| Datas de lançamento |           |                |        |
| Ano                 | País      | Data           | Ref.   |
| 2017                | Argentina | 6 de julho     | [ 16 ] |
| 2017                | Peru      | 13 de julho    | [ 17 ] |
| 2017                | Colômbia  | 3 de agosto    | [ 18 ] |
| 2017                | Uruguai   | 14 de setembro | [ 19 ] |
| 2017                | Chile     | 14 de setembro | [ 20 ] |

## Prêmios e indicações

### Premio Sur
Esses prêmios foram entregues pela Academia de Artes e Ciências Cinematográficas da Argentina em março de 2018.
| Ano  | Categoria              | Candidato     | Resultado |
| ---- | ---------------------- | ------------- | --------- |
| 2017 | Melhor atriz revelação | Agustina Cabo | Pendente  |